# Valdemar Plantener
Valdemar Plantener (15. oktober 1899 i Birkende Sogn – 20. april 1975) var Herlev Kommunes borgmester i årene 1954-1969, valgt for Det Konservative Folkeparti.

## Tiden som pantefoged
Valdemar Plantener var søn af blikkenslagermester Carl Plantener (død 1941) og hustru Sine f. Rasmussen (død 1923). I 1930'erne søgte Herlev Kommune efter en pantefoged. Det blev Valdemar Plantener ansat som.

## Tiden som politiker
I begyndelsen af 1950'erne stillede Valdemar Plantener op som politiker. Han stillede op for Det Konservative Folkeparti, som dengang var i opposition. Han var opstillet som spidskandidat for de konservative. Ved hans første valg i 1954, vendte flertallet, de konservative blev Herlevs største parti, og Plantener blev borgmester. Det blev til i alt 16 års konservativt styre med Plantener som borgmester.

## Bilulykken i Nordsverige
Lige inden kommunalvalget i 1962, var han indkaldt til et møde i Nordisk Råd i Tornio, Finland. På vejen hjem blev han påkørt af en flugtbilist omkring den nordsvenske by Umeå. Han blev indlagt på sygehuset i Umeå, men lod sig kort efter udskrive. Han tilbragte herefter resten af sit liv i kørestol.

## Afgang som borgmester
I 1969 trak han sig, kort tid før sin 70-års fødselsdag, som borgmester efter 15 år i embedet. Han afløstes af den yngre partifælle, Johannes Skjøth, der dog allerede året efter tabte posten til socialdemokraten Ib Juul.

## Udnævnelser
Han var Ridder af Dannebrog.